# Грашевачка река
Грашевачка река је десна притока Расине. Дужина Грашевке је 22 km. Извире на источној падини Копаоника код места Метође недалеко од Брзећа од локалних потока и реке Паљевштице, на надморској висини од 1540 m. Тече целим својим током упоредо са важним путем Брус-Копаоник. Код града Бруса улива се у Расину на надморској висини од 835 m.

## Карактеристике
Просечан пад корита реке је око 10 промила. Тече кроз стеновите долине и брдовита села општине Брус, где се повремено њен ток шири и сузава. Од уласка у град Брус до места где се улива у Расину, достиже ширину до 40 m. Дубина реке варира од 0,5 до 1,2 метра. Притоке су јој мале реке и потоци. Највеће међу њима се Максимова река и Влајковачки поток код села Влајковци. Код се Радманова учестала је ерозија на обалама реке. Грашевачка река може имати карактеристике праве бујице јер су јој амплитуде врло изразите. Највећу количину воде има у априлу, а најмању у августу. Просечан протицај реке је око 250 m ³. Честа је појава изливања воде из речног корита и плављења приобалних делова.

## Флора и Фауна
Грашевачка река је веома богата биљним и животињским светом. Станиште је доста врста риба као што су пастрмка, клен, кркуша, кедер, деверка, белица, итд...
Од животиња се још могу наћи жабе, видре, неколико врста змија и ракови, а могу се срести и роде .
Река пролази кроз доста густих шумарака, а највише су изражена стабла тополе .
Грашевачка река важи за једну од најчистијих река, са веома бистром водом.

## Занимљивости
Уз ток реке налазе се неколико лепих угоститељских и туристичких објеката.
Такође се током читавог тока реке могу наћи извори воде који су исправни за пиће.
Због веома здраве околине око Грашевачке реке и због близине пута за Копаоник, у околним селима могу се наћи разни производи као што су сиреви, млеко, мед, печурке, воће и поврће .

## Значај
Грашевачка река је веома значајна за становнике села горњег дела општине Брус. Земља око доњег тока реке је доста плодна, добра за обрађивање и веома је погодна за наводњавање.